# 南公園駅
南公園駅（みなみこうえんえき）は、兵庫県神戸市中央区港島中町八丁目（ポーアイ1期地区）に位置する神戸新交通ポートアイランド線（ポートライナー）の駅である。駅番号はPL07。近隣のIKEA神戸や兵庫県立こども病院にちなみ「IKEA・こども病院前」の副駅名が付く。

## 歴史
- 1981年（昭和56年）
  - 2月5日：ポートアイランド線の開業に伴い、開業する[1]。
  - 3月1日：神戸ポートアイランド博覧会が開幕する（会期は同年9月15日まで）。
  - 10月1日：神戸ポートピアランドが開園する。
- 1995年（平成7年）
  - 1月17日：阪神・淡路大震災により営業を全線休止する。
  - 5月22日：中公園駅 - 当駅 - 北埠頭駅間の復旧に伴い営業を再開する（全線復旧は7月31日）。
- 2004年（平成16年）11月20日・21日：神戸空港方面への延伸工事に伴う軌道切替工事により、営業を全線終日休止する。
- 2005年（平成17年）9月10日・11日：神戸空港方面への延伸工事に伴う軌道切替工事により、営業を全線終日休止する。
- 2006年（平成18年）3月31日：神戸ポートピアランドが閉園する。
- 2008年（平成20年）
  - 4月1日：命名権スポンサー契約により「IKEA前」の副駅名が付けられる。契約期間は3年間[2][3]。
  - 4月14日：副駅名にもなったIKEA神戸がオープンする。
  - 7月18日：駅舎東端にホームとコンコース間のエレベーターが設置され使用を開始[4]。
- 2011年（平成23年）7月1日：命名権スポンサー契約が更新される。契約期間は3年（2011年7月1日から2014年6月30日）で、契約金額は年間150万円（税抜）である[1] [5][6]。
- 2016年（平成28年）5月1日：兵庫県立こども病院が近隣に開院。副駅名が「IKEA・こども病院前」となる。

## 駅構造
単式ホーム1面1線を持つ高架駅である。中公園方面に向かって右側にプラットホームがあり、中公園・三宮方面の列車が発着する。逆方向や神戸空港駅行きの列車は発着しないため、市民広場駅・神戸空港駅方面に向かうには、中公園駅で乗り換える必要がある。
駅舎は、2階がコンコース、3階がプラットホーム。改札内にはエレベーター、エスカレーター、多目的トイレなどがある。道路を挟んだ駅北側のUCC上島珈琲本社および北側歩道とペデストリアンデッキによって結ばれている。駅南側は2階レベルでIKEA神戸や南公園に出る。

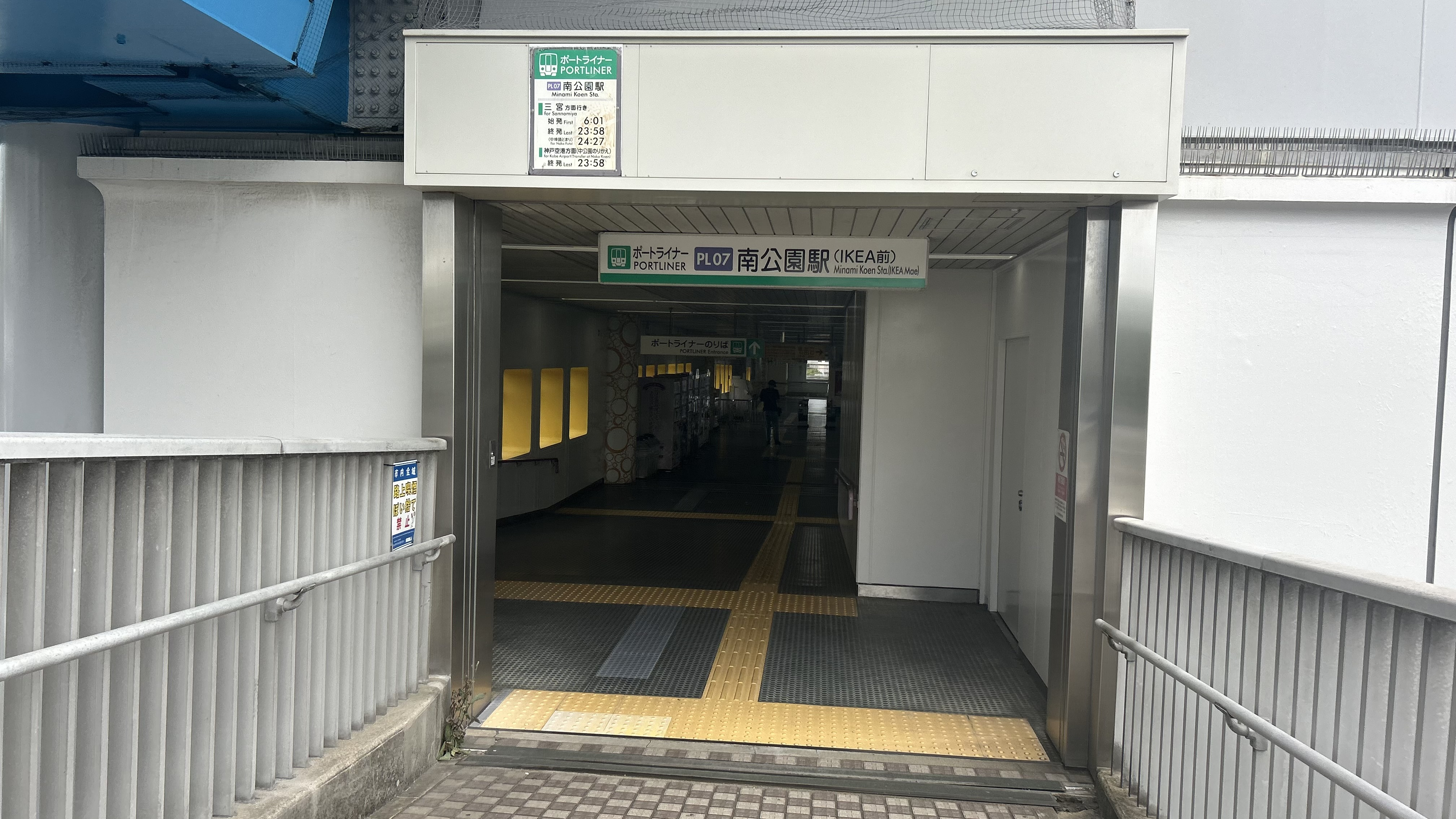
南口
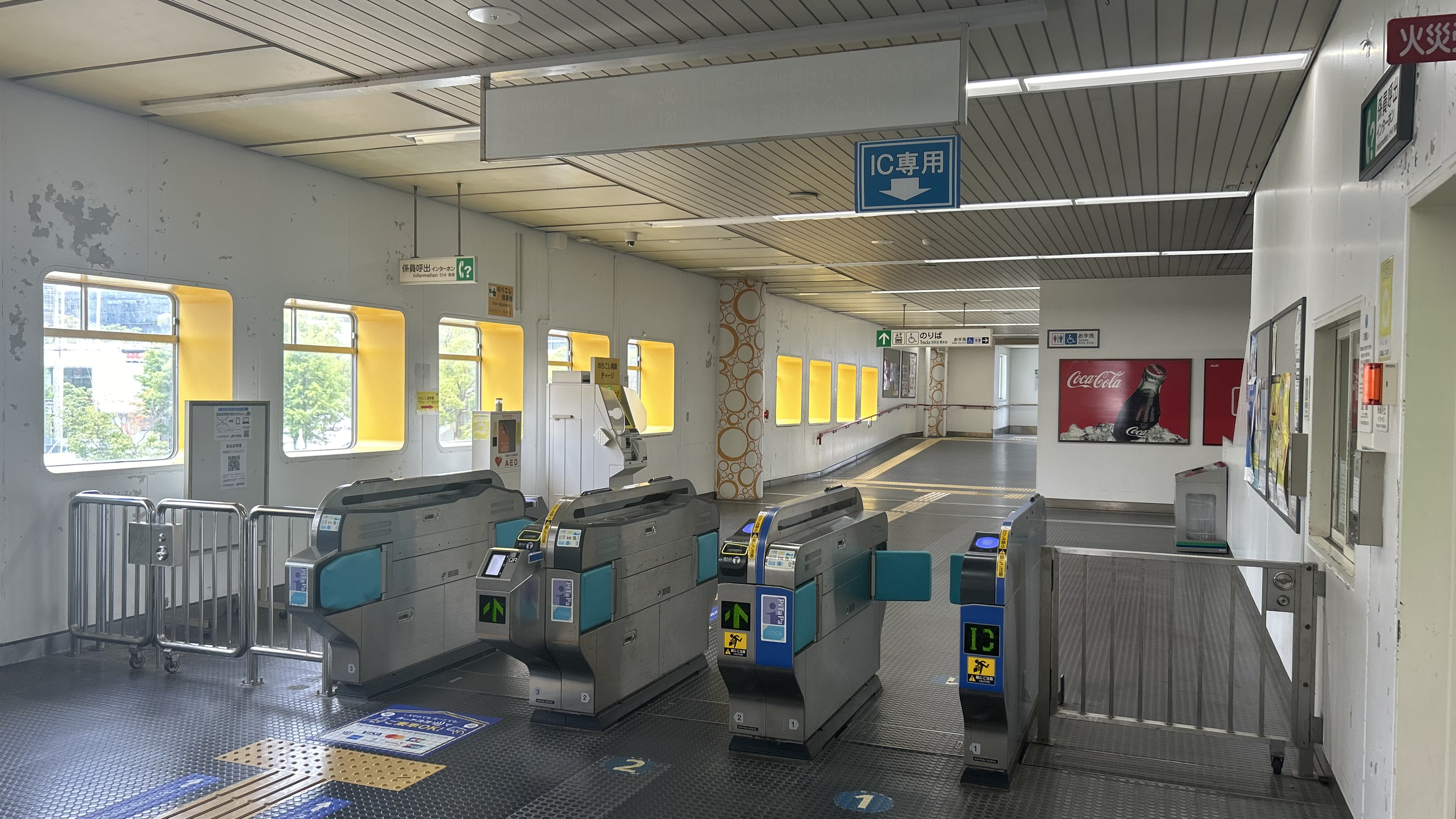
改札口
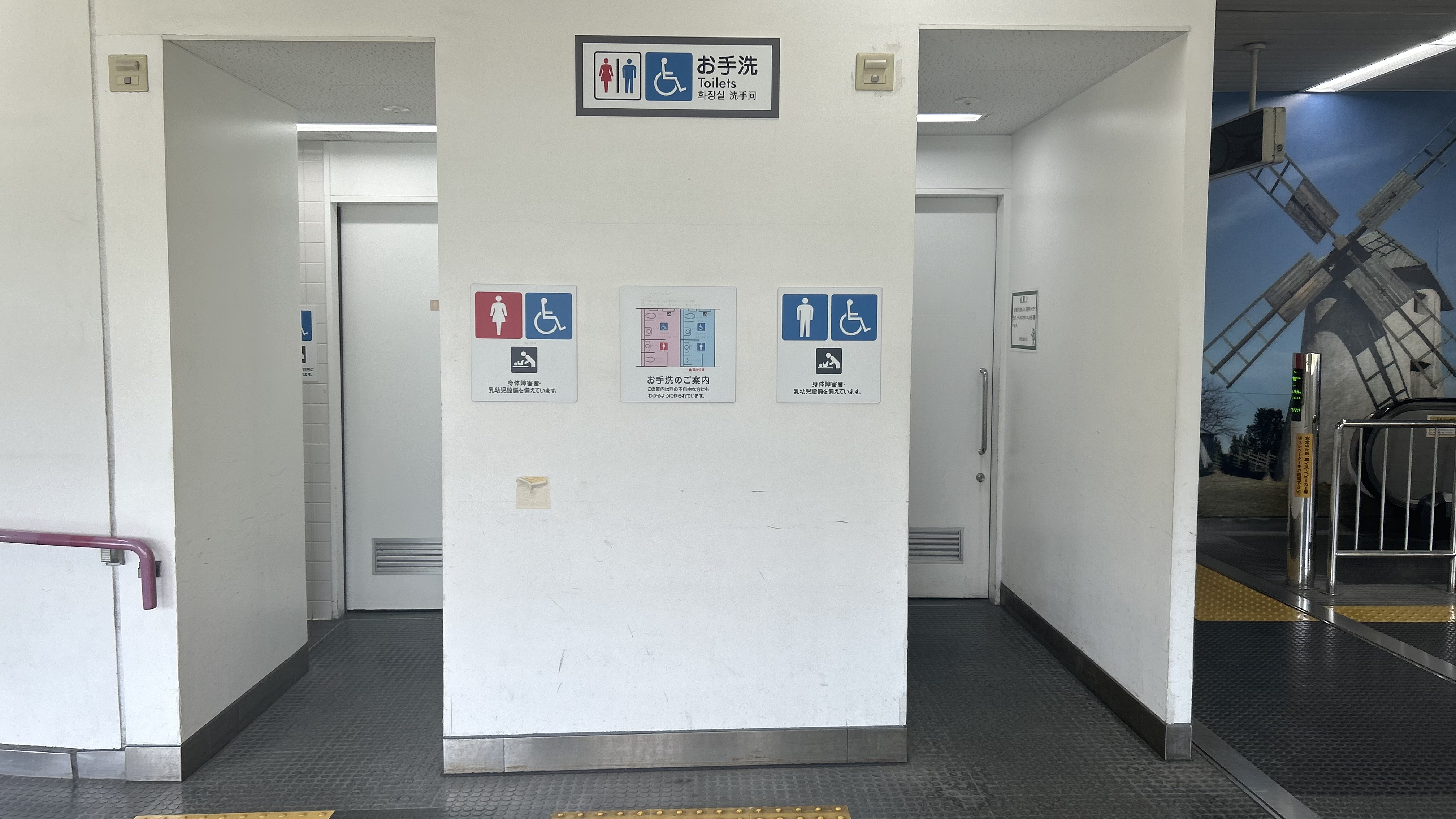
トイレ
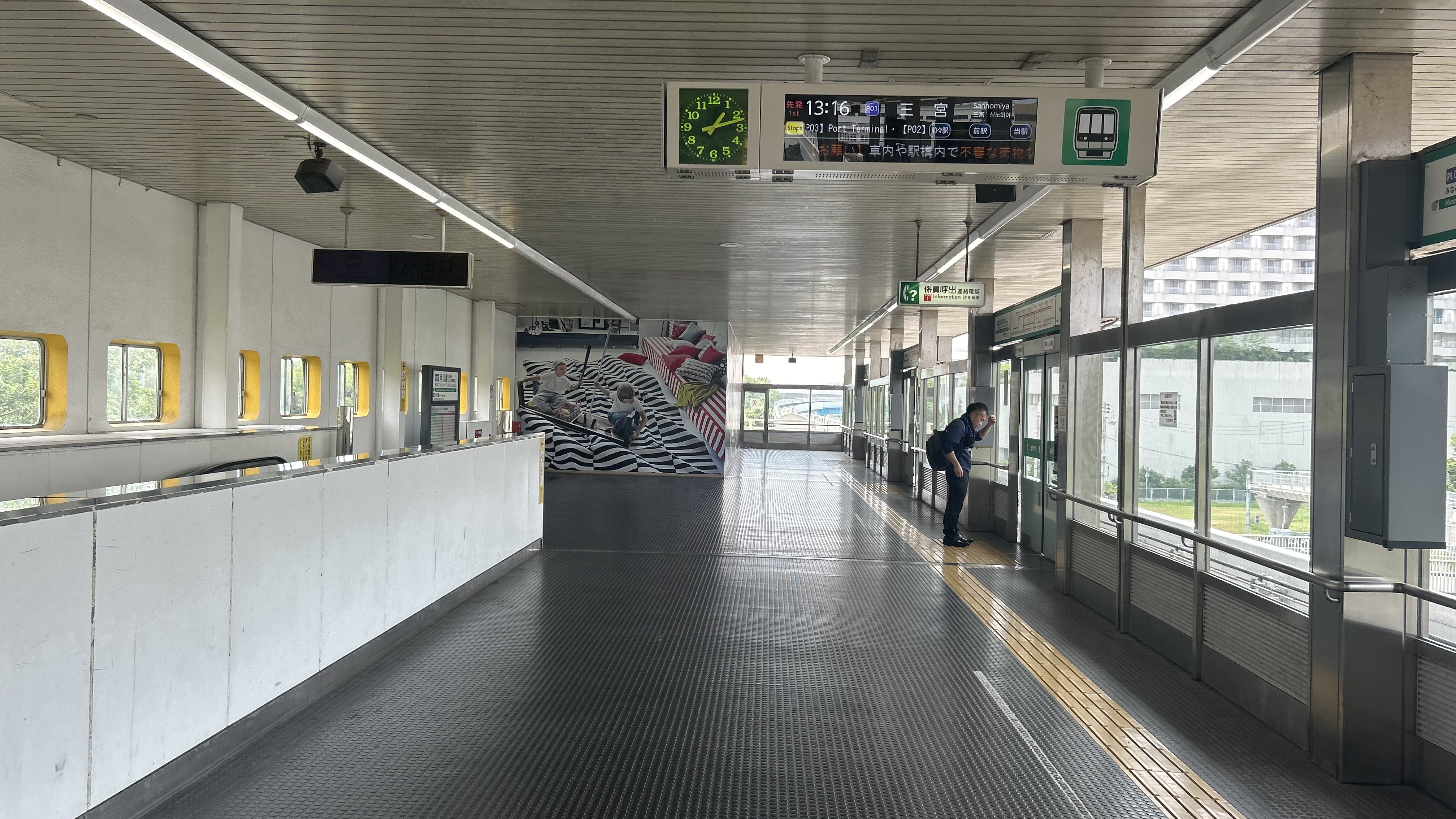
ホーム
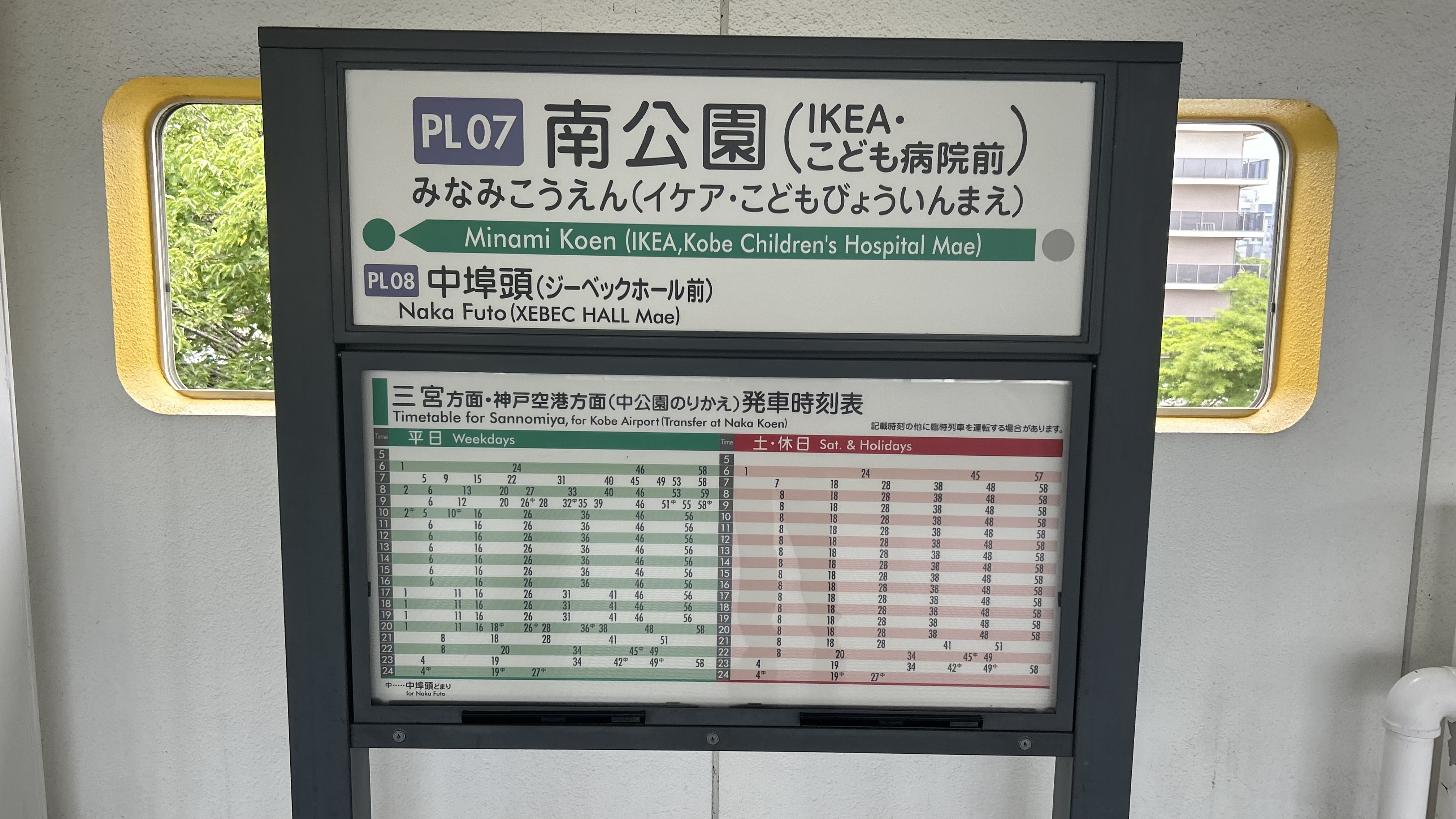
駅名標

### ダイヤ
日中時間帯は1時間あたり6本発車する。朝ラッシュ時は約4 - 7分間隔で発車する。

## 利用状況
2019年度の1日あたりの平均乗車人員は2,645人で、神戸新交通の駅では第12位、ポートアイランド線では第7位。
1989年（平成元年）以降の年度別1日平均乗車人員の推移は下記の通りである。
| 年度               | 1日平均 乗車人員 |
| ------------------ | ---------------- |
| 1989年（平成元年） | 3,468            |
| 1990年（平成02年） | 4,847            |
| 1991年（平成03年） | 2,912            |
| 1992年（平成04年） | 2,964            |
| 1993年（平成05年） | 2,332            |
| 1994年（平成06年） | 2,258            |
| 1995年（平成07年） | 1,783            |
| 1996年（平成08年） | 2,869            |
| 1997年（平成09年） | 2,507            |
| 1998年（平成10年） | 2,331            |
| 1999年（平成11年） | 2,345            |
| 2000年（平成12年） | 2,191            |
| 2001年（平成13年） | 1,408            |
| 2002年（平成14年） | 1,362            |
| 2003年（平成15年） | 1,359            |
| 2004年（平成16年） | 1,357            |
| 2005年（平成17年） | 1,446            |
| 2006年（平成18年） | 978              |
| 2007年（平成19年） | 1,132            |
| 2008年（平成20年） | 1,549            |
| 2009年（平成21年） | 1,260            |
| 2010年（平成22年） | 1,619            |
| 2011年（平成23年） | 1,627            |
| 2012年（平成24年） | 1,626            |
| 2013年（平成25年） | 1,603            |
| 2014年（平成26年） | 1,570            |
| 2015年（平成27年） | 1,615            |
| 2016年（平成28年） | 2,170            |
| 2017年（平成29年） | 2,386            |
| 2018年（平成30年） | 2,581            |
| 2019年（令和元年） | 2,645            |

## 駅周辺
- 中埠頭車両基地
- IKEA神戸（神戸ポートピアランド跡地）[1]
- 兵庫県立こども病院
- UCC上島珈琲本社 - 駅改札口とペデストリアンデッキで直結
- UCCコーヒー博物館
- 神戸市立青少年科学館（バンドー神戸青少年科学館）
- ユーハイム本社
- ポートアイランド南公園
- 港湾職業能力開発短期大学校神戸校

## 隣の駅
神戸新交通
■ポートアイランド線（ポートライナー）
※中埠頭・三宮方面への一方向のみ運行
市民広場駅 (P06) → 南公園駅 (PL07) → 中埠頭駅 (PL08)